# Ernesto Herrera
Ernesto "Boy" Herrera (Samboan, 11 september 1942 – Makati,  29 oktober 2015) was een vakbondsleider en Filipijns politicus.

## Biografie
Ernesto Herrera werd geboren op 11 september 1942 in Samboan in de Filipijnse provincie Cebu. Hij behaalde in 1966 een bachelor-diploma rechten aan de University of the Visayas. Op latere leeftijd voltooide hij in de jaren 90 nog een masters-opleiding bestuurskunde en promoveerde hij in de Fiscale studies.
Herrera was actief als vakbondsbestuurder en diverse andere maatschappelijk organisaties. Zo was hij van 1983 tot 2012 secretaris-generaal van de Trade Union congress of the Philippines (TUCP), de grootste vakcentrale van de Filipijnen. Daarnaast was hij lid van de National Wages Council, de Social Security Commission en de National Manpower and Youth Council. Tevens was hij voorzitter van Crimewatch en  Citizens’ Drug Watch Foundation, Inc. en president van de Carlos P. Garcia Foundation, Inc. Herrera verwierf landelijke bekendheid als een van de leden van de commissie onder leiding van Corazon Agrava, die onderzoek deed naar de moord op oppositieleider Benigno Aquino jr.. 
Na de val van president Ferdinand Marcos door de EDSA-revolutie werd Herrera bij de verkiezingen van 1987 gekozen in de Filipijnse Senaat. Hij was onder meer voorzitter van de commissies voor Arbeid, Werkgelegenheid en Human Resources, de commissie voor Toerisme en de commissie voor Illegale Drugs. Ook was hij lid van de invloedrijke Commissie voor benoemingen. Drie jaar later werd hij herkozen voor een termijn van zes jaar. In de periode die volgde was hij onder meer voorzitter van de Senaatscommissies voor Financiën en die voor Publieke Diensten. In de Senaat was Herrera verantwoordelijk twintig wetsvoorstellen, waarvan het merendeel op de terreinen van arbeid, belastingen, onderwijs en recht. 
Na zijn tweede termijn en dus grondwettelijk laatste opeenvolgende termijn, werd hij bij de Filipijnse verkiezingen van 1998 gekozen als lid van het Filipijns Huis van Afgevaardigden namens het 1e kiesdistrict van Bohol. Drie jaar later stelde hij zich bij de verkiezingen van 2001 en van 2004 opnieuw beschikbaar voor een zetel in de Senaat. Hij slaagde er beide keren echter niet in voldoende stemmen te behalen voor een van de twaalf beschikbare senaatszetels.
Nadien was Herrera weer actief als vakbondsleider. Zo werd hij gekozen tot president van de Trade Union Congress of the Philippines. Deze verkiezing werd aangevochten door Democrito T. Mendoza, die tot dan toe decennialang president was van de TUCP. In 2015 besliste het Hooggerechtshof van de Filipijnen uiteindelijk dat Herrara de rechtmatige president van de organisatie was.
Herrera was tot aan zijn dood getrouwd met Lourdes Betia Cuico. Hij overleed plotseling op 73-jarige leeftijd.

### Boeken
- Bowker-Saur (1991), Who's Who in Asian and Australasian Politics, Bowker-Saur, Londen
- Mahal Kong Pilipinas Foundation, Inc (1994), Who's who in Philippine Government, Mahal Kong Pilipinas Foundation, Inc, Quezon City

### Websites
- The victory of Sen. Boy Herrera over Kito Mendoza, The Philippine Star (14 juni 2015)
- Biografie Ernesto Herrera, website Filipijnse Senaat (geraadpleegd op 31 augustus 2015)